# Сорок (церковно-административная единица)

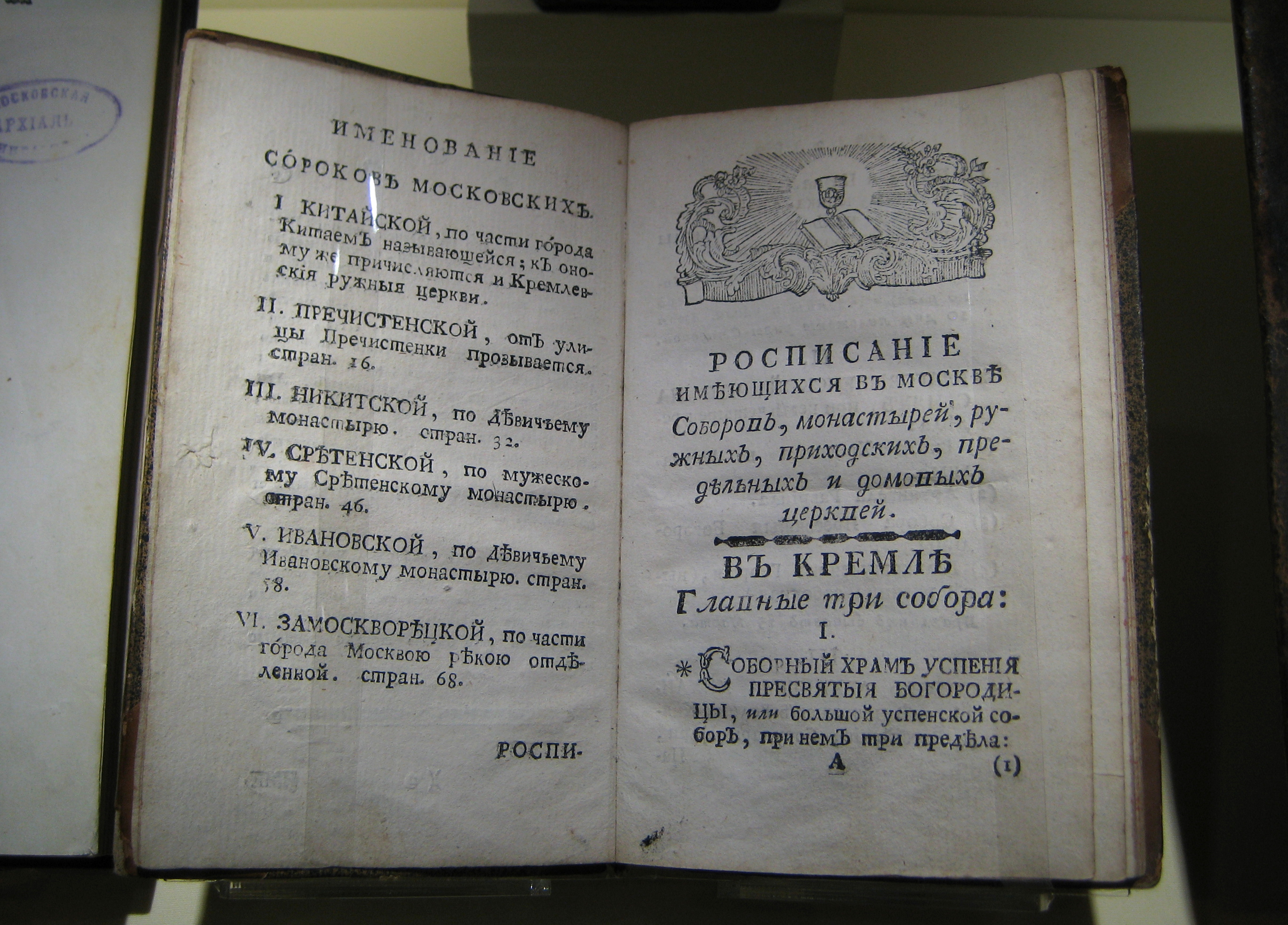
Каталог московских церквей начала XIX века

Соро́к  — церковно-административная единица в Москве XVI — начала XX веков.

## Основные сведения
Группа московских церквей, находившихся в непосредственной близости, составляла церковно-административную единицу под названием «соро́к» (иначе «старо́ство»), которых, согласно Стоглавому собору (1551), в Москве было семь. Каждое из них возглавлял «поповский староста».
К концу XVII века сороко́в стало шесть: Китайский, Пречистенский, Никитский, Сретенский, Ивановский и Замоскворецкий. Та же цифра и те же названия сороков характеризуют последующие XVIII и XIX века, а также начало XX века.
В XVIII веке при Петре I вместо поповских старост была учреждена должность благочинного.
В нынешней Москве сорока́ не существуют, их заменили благочиния.